# Šindži Kagava
Šindži Kagava (japonsko 香川 真司), japonski nogometaš, * 17. marec 1989, Kobe, Japonska.
Za japonsko reprezentanco je odigral 97 uradnih tekem in dosegel 31 golov.